# Gipszfehér-álkígyógomba
A gipszfehér-álkígyógomba (Hemimycena cucullata) a kígyógombafélék családjába tartozó, Európában és Észak-Amerikában honos, lombos- és tűlevelű erdőkben élő, nem ehető gombafaj.

## Megjelenése
A gipszfehér-álkígyógomba kalapja 0,5-2,5 cm, alakja eleinte kúpos vagy félgömbszerű, majd domború vagy harangszerű, idősen majdnem lapos, közepén kis púppal. Széle kissé, áttetszően bordázott, öregen hullámos.  Felszíne sima, nedvesen síkos. Színe fehér, idősen a közepe sárgás. 
Húsa fehéres, piszkosfehér. Szaga és íze nem jellegzetes.
Közepesen sűrű lemezei tönkhöz nőttek. Színük fehér.  
Tönkje 1-6 cm magas és 0,5-2 mm vastag. Alakja egyenletesen hengeres, töve nem, vagy alig megvastagodott. Színe áttetszően fehér. Felszíne sima. Tövéhez fehér micéliumszövedék kapcsolódik. 
Spórapora fehér. Spórája orsó alakú, sima, mérete 6-9,1 x 2,5-4,3 μm.

### Hasonló fajok
A gyérlemezű kígyógomba, a pusztai álkígyógomba, a papucsos kígyógomba vagy a fántermő szegfűgombácska hasonlít hozzá. 

## Elterjedése és élőhelye
Európában és Észak-Amerikában honos. Magyarországon nem ritka. 
Lombos és fenyőerdőkben található meg, az avar szerves anyagait bontja. Júliustól novemberig terem.

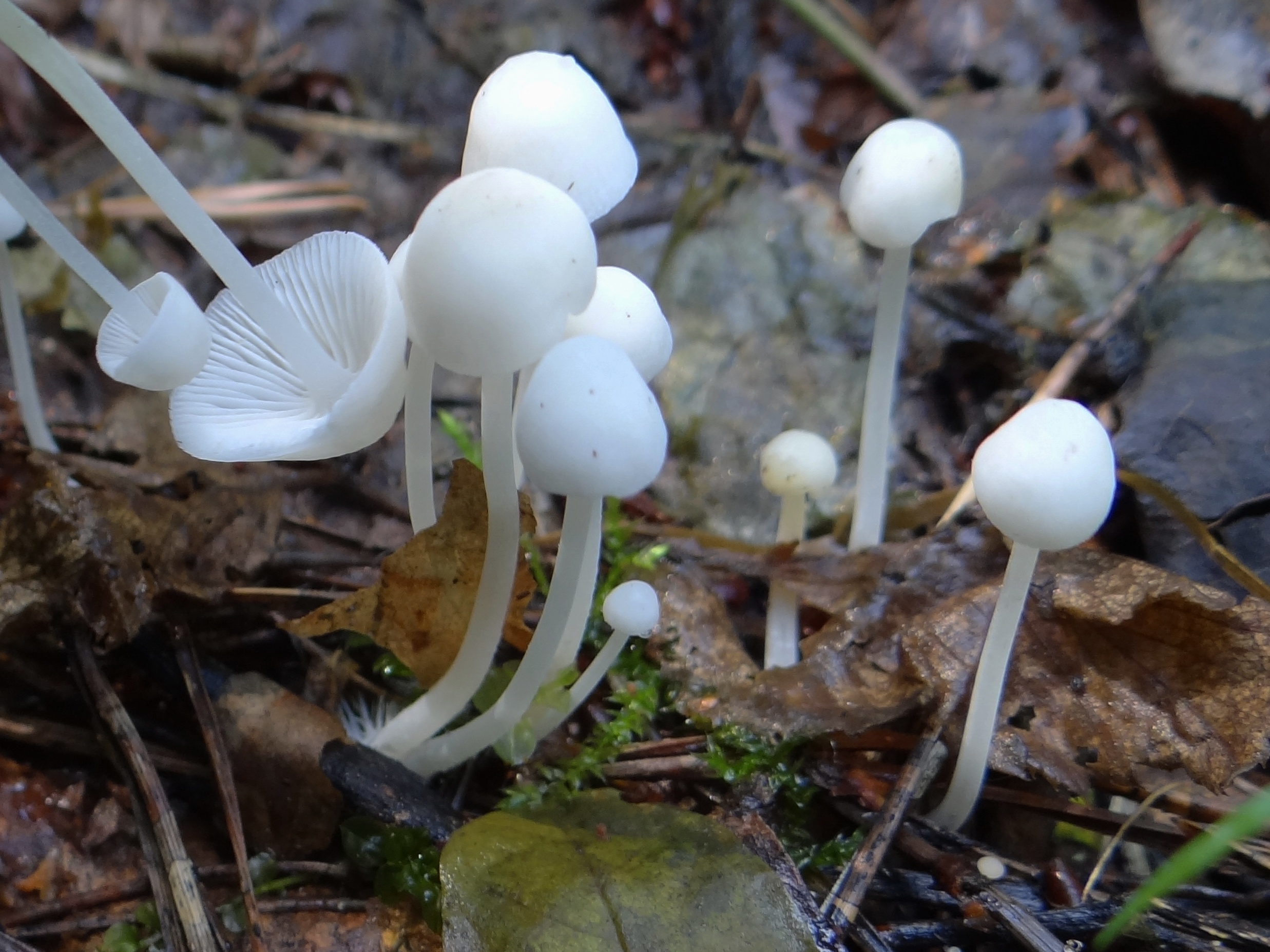
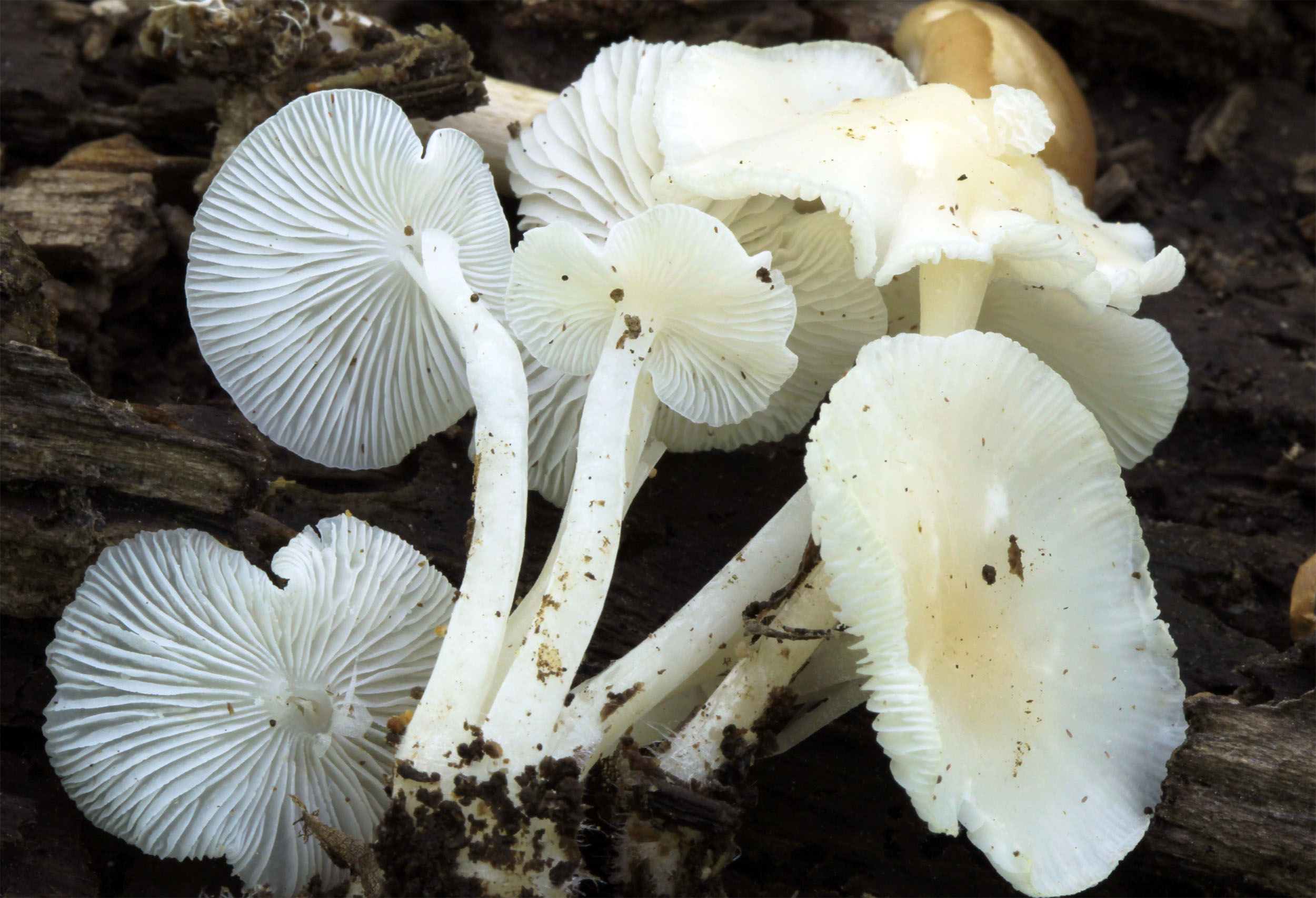
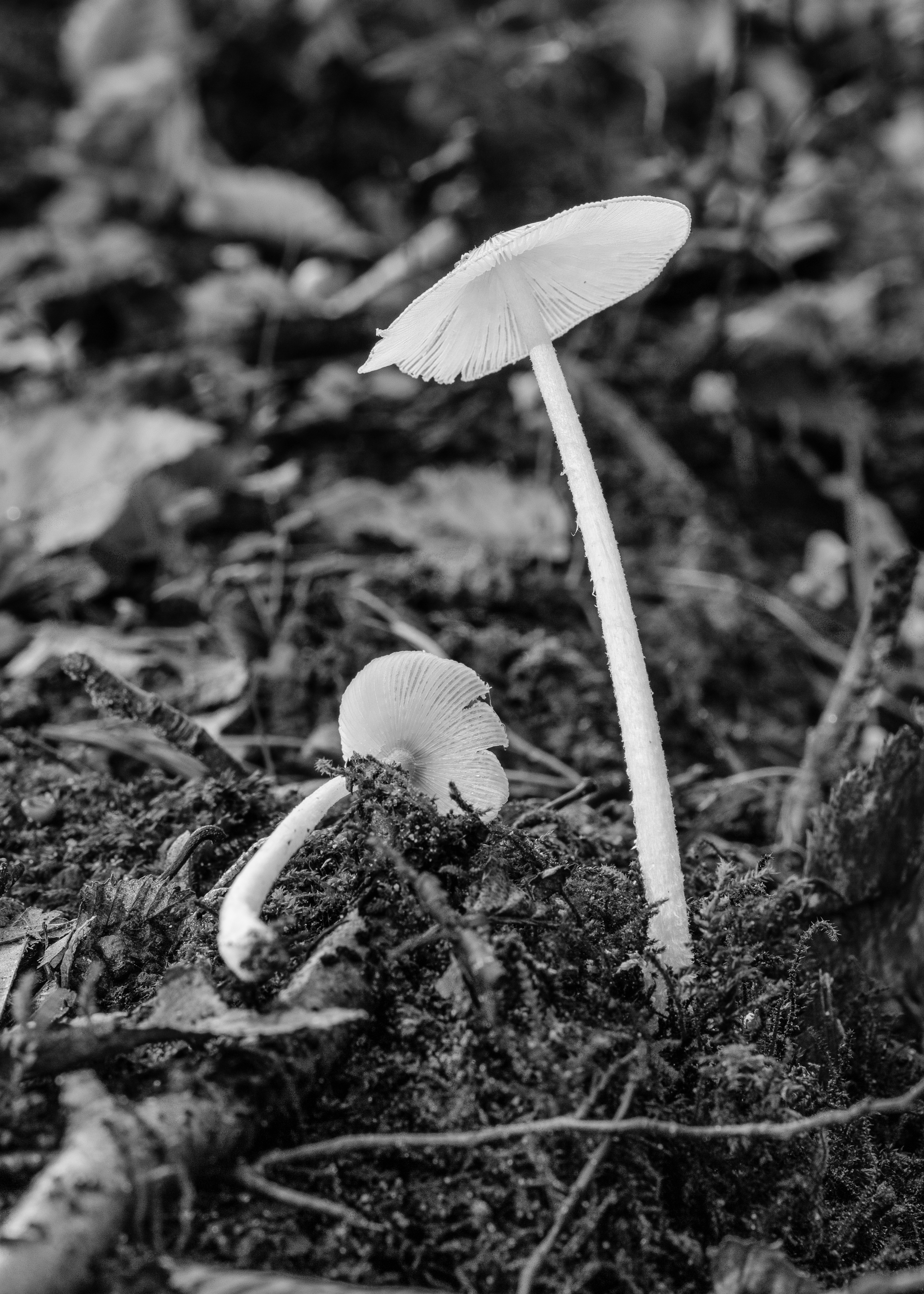
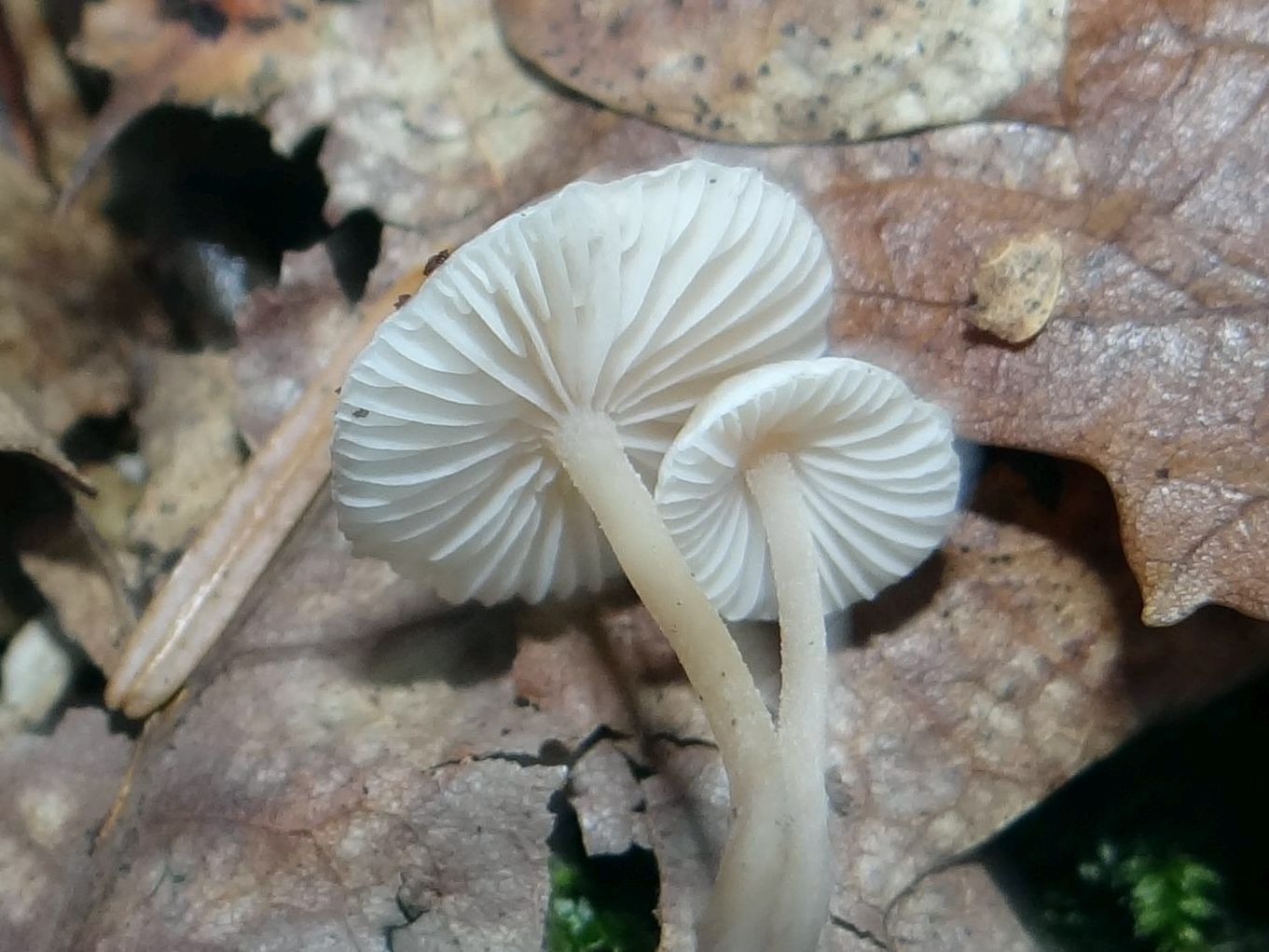

Nem ehető.